# Ерне Обермаєр
Кальман Ерно Обермаєр (угор. Ernő Obermayer ; 13 грудня 1888, медьє Веспрем, Австро-Угорщина — 27 травня 1969, Сегед) — угорський учений — селекционер, хімік, член-кореспондент Угорської академії наук (1953); лауреат Національної премії імені Кошута (1949).

## Біографія

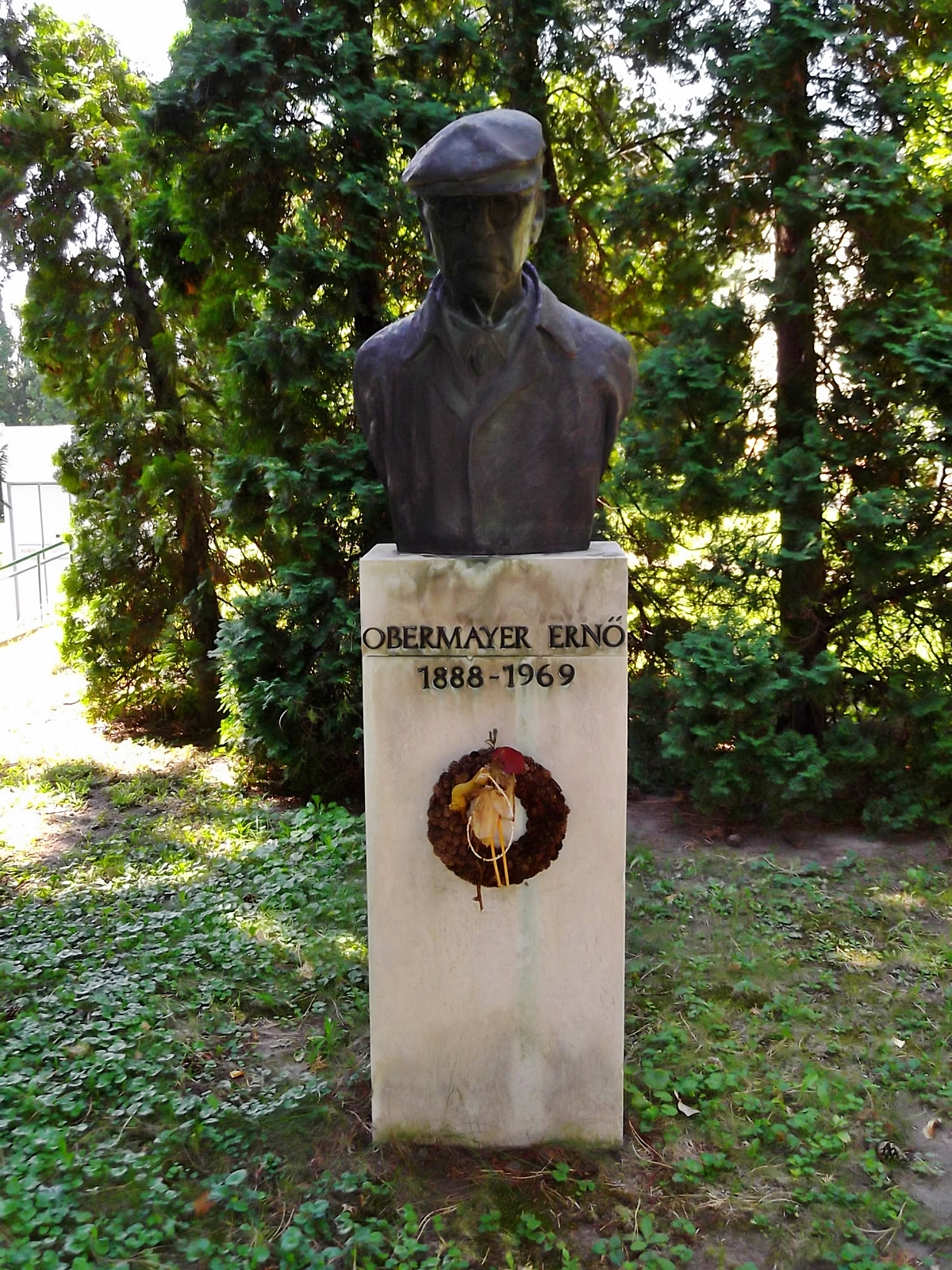
Бронзове погруддя Ерно Обермайєра в Сегеді

Вищу освіту здобув у Будапештському технологічному університеті. Хімік-технолог. У 1910 році отримав науковий ступінь у галузі хімічного машинобудування.
Розпочав свої досліди у Національному інституті селекції рослин у Мадьяроварі (1910—1918).
З 1910 року вивчав вміст олій у сільськогосподарських овочевих культурах, зокрема солодкому перці. Був першим директором науково-дослідної станції в Калочі. Спочатку вирощував нові сорти перцю, потім у 1927 році після успішного впровадження кількох гострих і солодких сортів перцю, став співробітником хімічної експериментальної станції в Сегед, де досяг значних результатів у розведенні та вирощуванні солодкого перцю. 80 % пряних сортів, що вирощуються в даний час, є результатом його експериментів. Крім гострих перців він також мав справу з посухостійкими солодкими перцями.
Під час експериментів з вирощування рису Е. Обермаєру вдалося вирішити проблему районування сортів, які є найбільш підходящими для домашнього вирощування в Угорщині.
Крім перцю і рису він також займався вирощуванням зернових, соєвих бобів, кмину, рицини та бавовни.

## Вибрані публікації
- A paprika mint magyar füszer-különlegesség és kiviteli cikk (1929)
- Ärztliche Meinungen über die physiologische Wirkung des ungarischen Paprikas (1935)
- Magyarország gabonatermesztése (1942)
- Szójababtermesztés háborús jelentősége (1942)
- A paprika (La kapsiko), (1955)

## Нагороди
- Премія імені Кошута (1949)
- Орден «За трудові заслуги» (1963)[3]
- Орден « За трудові заслуги» золотого ступеня (1967)[4]

## Пам'ять
У грудні 1978 року, в 90-ті роковини від дня його народження, в саду Сегедського сільськогосподарського НДІ встановлено бронзове погруддя вченого.